# Navio dos Loucos
O Navio dos Loucos ou A Nave dos Loucos ou, ainda, A Nau dos Insensatos é uma pintura do artista brabantino Hieronymus Bosch (1450 — 1516), executada em óleo sobre madeira, com 58 cmx 33 cm. Faz parte do acervo do Museu do Louvre, em Paris, onde chegou em 1918 e é exibida com o título de La Nef des fous. Como as demais obras do autor, carece de uma datação precisa. Alguns especialistas indicam que seja de 1503-1506 (Wundram indica, simplemente, que é posterior a 1490). De todo modo, parece claro que se trata de uma obra tardia de Bosch.

## A cena
Um barco, sobrecarregado de ocupantes que estão se banqueteando com comida e vinho, forma o centro do quadro. Está à deriva e já está muito longe do continente. Seu mastro não tem velas, é uma árvore caducifólia de cuja copa uma face demoníaca espreita. Em vez de remo, um dos ocupantes do barco segura uma colher de madeira na água. Um bobo se senta bem  acima e de costas para a cena. Ele parece desinteressado, talvez entediado, como se ele, um bobo, fosse menos tolo do que as pessoas que passam o tempo no barco de maneira viciosa e blasfema. Um pequeno grupo se diverte, tentando pegar com a boca, sem usar as mãos, um espécie de pão que está pendurado. Algumas pessoas nuas estão na água, onde um passageiro, ao fundo, vomita. Em meio à folhagem, uma coruja, símbolo da sabedoria. No mastro, uma bandeira  com um crescente, interpretado como símbolo muçulmano - e portanto, não cristão - ou  como uma alusão aos lunáticos, ou seja, aos loucos, condenados a vagar em um navio sem rumo.

## Contexto da obra
A obra critica, de forma alegórica, os costumes da sociedade da época: o desregramento dos costumes presente em todos os grupos sociais (incluindo o clero, como se pode ver, em primeiro plano, na pintura). Os protagonistas  são uma monja franciscana e um goliardo que se divertem, tentando fincar os dentes no pão pendurado por um fio.
A pintura, tal como a conhecemos hoje, é parte de um tríptico que foi cortado em várias partes. A Nave dos Loucos correspondia a um  dos painéis do retábulo e atualmente tem cerca de dois terços do comprimento original. O terço inferior do painel pertence à Universidade Yale e é chamado Alegoria da Intemperança. O outro painel remanescente, que  manteve aproximadamente o seu comprimento total, é a Morte do Avarento, e se encontra na National Gallery of Art, Washington, DC. Os dois painéis, juntos, representariam os dois extremos, prodigalidade e avareza, condenando e caricaturando ambos. O Caixeiro-viajante (ou O Vagabundo ou O Filho Pródigo) foi pintado atrás do painel direito do tríptico. O painel central, se existia, é desconhecido.
A obra de Bosch situa-se entre os séculos XV e XVI, época de profunda crise religiosa e social. A pintura flamenga é fiel à tradição religiosa. Na Itáia emergiam os princípios do Renascimento, a partir do descobrimento da perspectiva e do conhecimento da anatomia, enquanto nos Países Baixos ainda se conservava uma estética ligada às tradições medievais, conforme atesta a obra de Bosch, marcada pela eterna luta entre o Bem e o Mal.

## O tema
A nave dos loucos é um tema recorrente nas tradições de Flandres no século XV. De fato, a obra de Bosch encontra suas fontes também na literatura do período. Em 1494, foi publicado na Basileia o poema satírico moral alemã A nave dos tolos (Stultifera Navis ou Das Narrenschiff), de Sebastian Brant. Em sua simbólica nave, Brant acolhe loucos de todo tipo para apresentar um desfile das fraquezas humanas. Uma de suas estrofes diz: «É melhor seguir sendo laico do que comportar-se mal dentro das ordens». Há muitas semelhanças entre o livro e a representação pictórica de Bosch, e é bem possível que o pintor se tenha baseado no poema. Segundo Louis Desmonts, o quadro era parte de uma série de pinturas que ilustravam os cantos principais do poema de Brant. No poema, um grupo de loucos embarca em uma nave para Narragonien, a terra prometida dos insanos e, antes do naufrágio, chegam a Schlaraffenland, a terra da riqueza.
Também há semelhanças notáveis com o Elogio da loucura, de Erasmo. De fato, a metáfora da barca era uma das mais frequentes na Idade Média e se encontra igualmente em Die blau schuÿte ("A barca azul"), de Jacob van Oestvoren.
Portanto, a relação que Bosch estabelece entre «vício» e «loucura» é uma constante na literatura do século XV. Nesse quadro, o artista adverte de forma burlesca sobre a perda dos valores eclesiásticos, a corrupção do clero e a negligência dos homens no tocante à religião, no ocaso da Idade Média. Como escreve Foucault em sua História da Loucura na Idade Clássica (1964), as diversas formas plásticas e literárias nos mostram que, desde o século XV, a face da loucura tem assombrado a imaginação do homem ocidental.

### Reconstituição do tríptico de Bosch

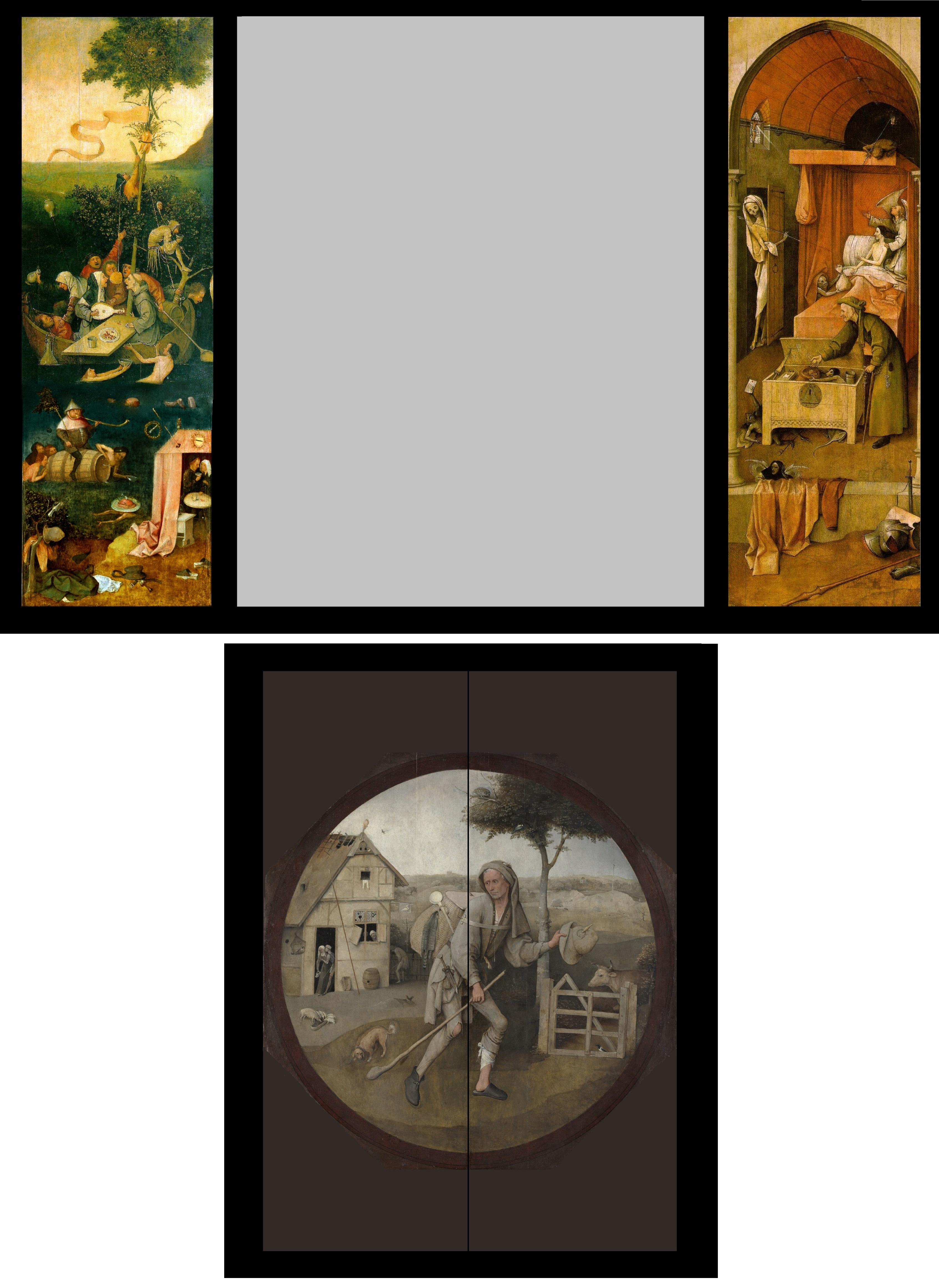
Reconstituição do tríptico
Painel esquerdo : O Navio dos Loucos e Alegoria da Intemperança.
Painel direito: Morte do Avarento.
Tondo abaixo: O Caixeiro-viajante (parte exterior do tríptico)

O estudo dendrocronológico datou a madeira dos paineis de 1491, e suspeita-se que a pintura tenha sido uma resposta de Bosch ao Das Narrenschiff, de Sebastian Brant, ou mesmo às ilustrações da primeira edição de 1493. Outra possível fonte para a alegoria do navio é  Le Pèlerinage de l'âme, poema de Guillaume de Deguileville (1295 - c. 1358), que foi impresso, em holandês, no ano de 1486 (logo após William Caxton reimprimiu-o, com o título A Peregrinação da Alma, em 1483).
Um desenho, que é cópia quase exata do Navio de Bosch, também se encontra no Louvre. Alem disso, no Louvre também se encontra um desenho baseado em A morte do avarento   na mesma técnica e com aproximadamente as mesmas dimensões.
As análises dendrocronológicos de Peter Klein demonstraram que o tondo O Caixeiro-viajante de Rotterdam  e os paineis  Navio dos Loucos de Paris e Morte do Avarento de Washington foram pintados em madeira da mesma árvore.
O intervalo de dois a oito anos entre o corte da árvore e seu uso como suporte da pintura permitem inferir que Navio dos Loucos seja uma resposta à sátira O Navio dos Loucos, escrita por Sebastian Brant.